# Kabinett Kiviniemi
Das Kabinett Kiviniemi war das 71. Regierungskabinett in der Geschichte Finnlands. Es wurde am 22. Juni 2010 vereidigt und blieb bis zum 22. Juni 2011 im Amt.
Der Mitte-rechts-Regierung gehörten Minister der Zentrumspartei, der Nationalen Sammlungspartei, der Schwedischen Volkspartei und des Grünen Bunds an. Im Parlament verfügte die Regierung eine Mehrheit von 123 der 200 Sitze.

## Minister
| Amt                                                         | Name                 | Partei                    |
| ----------------------------------------------------------- | -------------------- | ------------------------- |
| Ministerpräsident                                           | Mari Kiviniemi       | Zentrumspartei Finnlands  |
| Finanzminister & Stellvertretender Ministerpräsident        | Jyrki Katainen       | Nationale Sammlungspartei |
| Minister für Öffentliche Verwaltung und Regionale Regierung | Mari Kiviniemi       | Zentrumspartei Finnlands  |
| Außenminister                                               | Alexander Stubb      | Nationale Sammlungspartei |
| Außenhandels- und Entwicklungsminister                      | Paavo Väyrynen       | Zentrumspartei Finnlands  |
| Justizminister                                              | Tuija Brax           | Grüner Bund               |
| Innenminister                                               | Anne Holmlund        | Nationale Sammlungspartei |
| Europa- und Immigrationsminister                            | Astrid Thors         | Schwedische Volkspartei   |
| Verteidigungsminister                                       | Jyri Häkämies        | Nationale Sammlungspartei |
| Verwaltungs- und Kommunenminister                           | Tapani Tölli         | Zentrumspartei Finnlands  |
| Bildungsminister                                            | Henna Virkkunen      | Nationale Sammlungspartei |
| Kultur- und Sportminister                                   | Stefan Wallin        | Schwedische Volkspartei   |
| Land- und Forstwirtschaftsminister                          | Sirkka-Liisa Anttila | Zentrumspartei Finnlands  |
| Verkehrsminister                                            | Anu Vehviläinen      | Zentrumspartei Finnlands  |
| Kommunikationsminister                                      | Suvi Lindén          | Nationale Sammlungspartei |
| Wirtschaftsminister                                         | Mauri Pekkarinen     | Zentrumspartei Finnlands  |
| Arbeitsminister                                             | Anni Sinnemäki       | Grüner Bund               |
| Sozial- und Gesundheitsminister                             | Juha Rehula          | Zentrumspartei Finnlands  |
| Dienstleistungsminister                                     | Paula Risikko        | Nationale Sammlungspartei |
| Umweltminister                                              | Paula Lehtomäki      | Zentrumspartei Finnlands  |
| Wohnungsbauminister                                         | Jan Vapaavuori       | Nationale Sammlungspartei |